# Shanshan

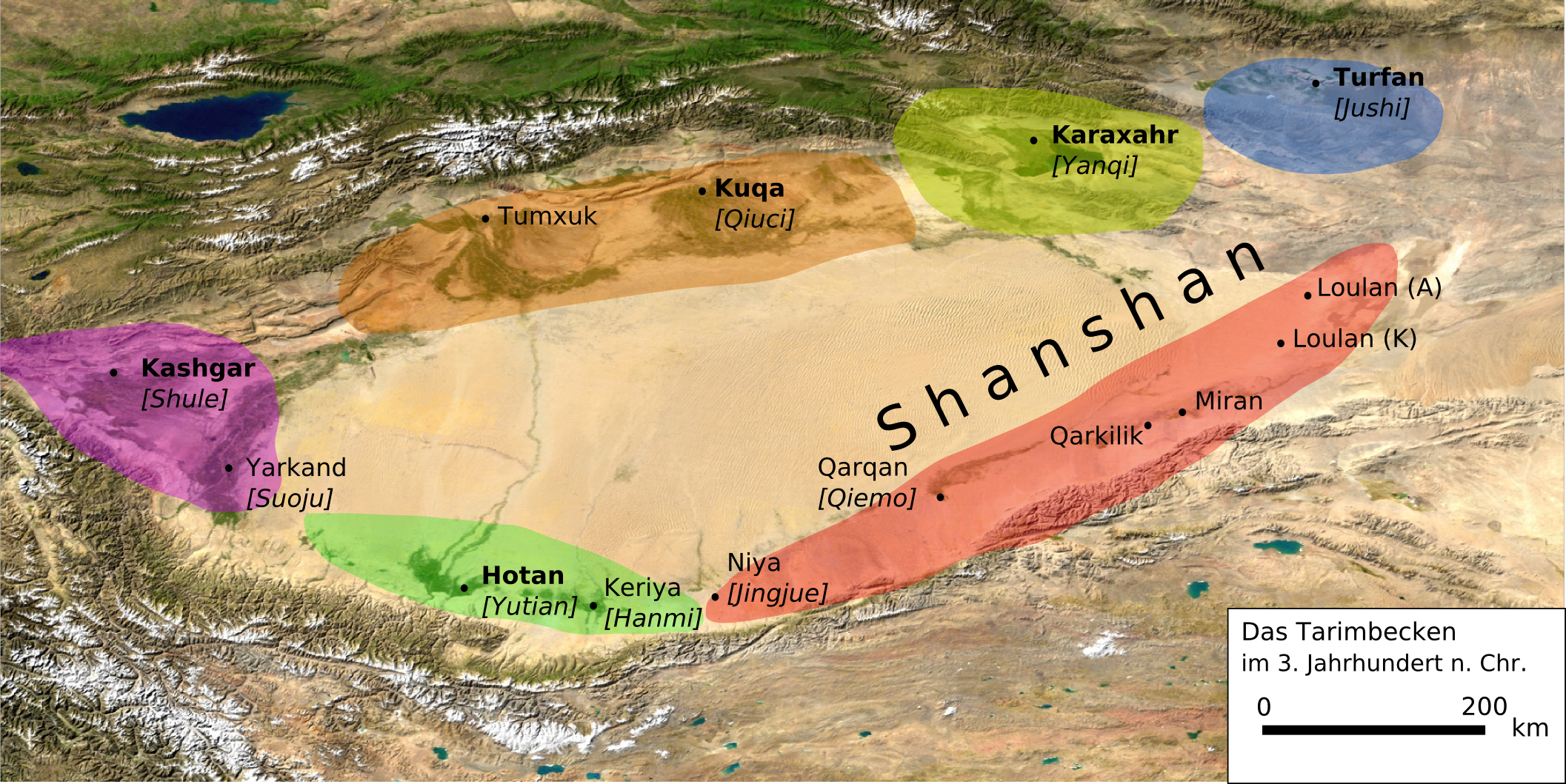
Bacino del Tarim nel III secolo

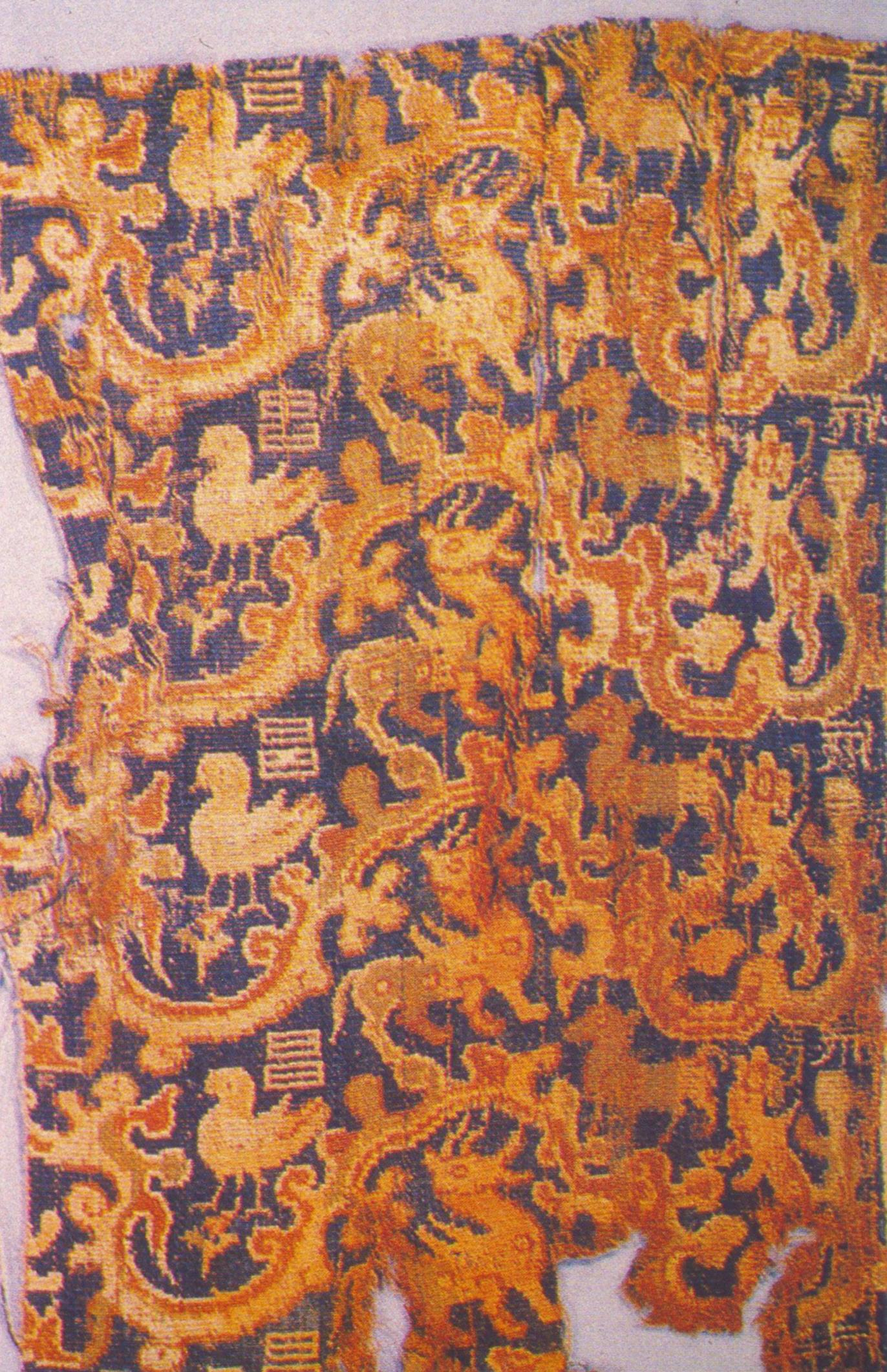
Frammento di seta di Loulan

Shanshan (uiguro: پىچان, Pichan, Piqan; cinese semplificato: 鄯善, pinyiang: Shànshàn) è il nome cinese di un regno esistito all'incirca tra il 200 a.C. ed il 1000 d.C. sul confine nord-orientale del deserto di Taklamakan. Comprendeva il grande lago salato noto come Lop Nur.
Nel 126 a.C. l'emissario cinese Zhang Qian descrisse Loulan come una città fortificata situata nei pressi di Lop Nur.
Nel 77 a.C. Fu Jiezi pugnalò a morte il re di Loulan, Chang Gui. Da quel momento il regno divenne un possedimento fantoccio cinese, e prese il nome di regno di Shanshan.
Il regno di Shanshan comprendeva la città murata di Loulan (o Kroran) vicino all'angolo nord-occidentale di Lop Nur, dove entrava il fiume Tarim. Loulan occupava circa 10,8 ettari e conteneva una pagoda buddhista alta circa 10 metri, numerose case e fossati di irrigazione.
A causa della favorevole posizione, controllava sia la rotta della via della seta meridionale tra Dunhuang e Khotan che la principale via della seta tra Dunhuang e Korla, Kucha e Kashgar, durante la dinastia Han. Il controllo del regno fu continuamente in discussione tra i cinesi e gli Xiongnu. Il Libro degli Han ci dice che: "si trovava vicino agli Han ed alle colline del Dragone Bianco. Il posto era carente d'acqua e pascoli, e mandava spesso emissari in cerca d'acqua, cibo, e per scortare gli emissari degli Han. Inoltre era spesso vittima di furti e saccheggi e trovava inutile mantenere i contatti con gli Han. In seguito la città fece spionaggio per conto degli Hsiung-nu [Xiongnu], spesso intercettando ed uccidendo gli emissari cinesi". Gli Xiongnu contestarono spesso il controllo cinese degli Han fino al II secolo, e viene registrato come regno indipendente di Shanshan nel Weilüedel III secolo.
Una colonia militare di 1000 uomini fu stanziata a Loulan nel 260 dal generale cinese So Man. Il sito fu abbandonato nel 330 a causa della mancanza d'acqua quando il fiume Tarim, che la riforniva, modificò il proprio corso. La guarnigione fu spostata 50 km verso sud, ad Haitou. Il forte di Yingpan nel nord-ovest rimase cinese fino alla dinastia Tang.
Il monaco pellegrino cinese Fǎxiǎn rimase circa un mese a Shanshan, dopo un viaggio di 17 giorni da Dunhuang nel 399. Descrisse il posto come "aspro e collinoso, con un terreno fine e sterile. Gli abiti degli abitanti locali sono grezzi, e simili a quelli indossati nelle terre degli Han.... Il re seguiva la (nostra) Legge, e ci potevano essere nella zona oltre 4000 monaci, tutti studenti dell'hînâyana (Hīnayāna).... (I monaci)...erano tutti studenti di libri e lingua indiani".
Loulan venne apparentemente abbandonata dopo essere stata invasa da Juqu Anzhou nella primavera del 442, ed il suo re fuggì a Jumo (Cherchen).